# Dialeurodes binkae
Dialeurodes binkae là một loài côn trùng cánh nửa trong họ Aleyrodidae, phân họ Aleyrodinae.
Dialeurodes binkae được Sundararaj & David miêu tả khoa học đầu tiên năm 1991.